# Danaea trichomanoides
Danaea trichomanoides là một loài dương xỉ trong họ Marattiaceae. Loài này được Spruce ex T. Moore mô tả khoa học đầu tiên năm 1861.